# جوایز موسیقی زنده بیلبورد

لوگو مراسم سال ۲۰۰۹

جوایز موسیقی زنده بیلبورد (انگلیسی: Billboard Live Music Awards) (که قبلاً تا سال ۲۰۱۸ با نام کنفرانس و جوایز تور بیلبورد شناخته می‌شد) یک نشست سالانه است که توسط مجله بیلبورد برگزار می‌شود و از هنرمندان و متخصصان برتر صنعت سرگرمی زنده بین‌المللی تقدیر می‌کند.